# Ishibashi Ningetsu
Ishibashi Ningetsu (japanisch 石橋 忍月; eigentlich Ishibashi Tomokichi (石橋 友吉), * 1. September 1865 in der Provinz Chikugo; † 1. Februar 1926) war ein japanischer Literaturkritiker und Schriftsteller.

## Leben und Wirken
Ishibashi Ningetsu wurde als Sohn eines Arztes geboren. 1891 machte er seinen Abschluss als Jurist an der Universität Tōkyō und erhielt eine Stelle im Innenministerium. Er verließ das Ministerium abre schon im folgenden Jahr und arbeitete bis 1894 als Berater für eine Zeitung. Ab 1894 begann er als Rechtsanwalt zu arbeiten. Ab 1921 war er Präsident der japanischen Rechtsanwaltsvereinigung (帝国弁護士会, Teikoku bengoshi-kai).
Ishibashi zählt zu den Begründern der modernen Literaturkritik in Japan. Bei seinem methodischen Ansatz für Literaturkritik orientierte er sich an der Ästhetiklehre des Aristoteles. Er interessierte schon früh für die deutschen Klassiker. So veröffentlichte er 1889 den ersten japanischen Aufsatz über Lessing: Resshingu ron. Er galt einige Zeit selbst als „japanischer Lessing“, bevor er Anfang der 1890er Jahre durch Mori Ōgai verdrängt wurde. Ishibashis Kritik an Ōgais „Ballettmädchen“ ist unvergessen. Seine Kritiken erschienen in der Zeitschrift Kokumin no tomo (国民之友) und gesammelt in dem Band Ishibashi Ningetsu hyōron shū (石橋忍月評論集; 1937). 1889 veröffentlichte Ishibashi die Romane Inga und Tsuyokohime.
Sein Sohn, Yamamoto Kenkichi (1907–1988) war ebenfalls ein bekannter Kritiker.